# كريستوف سيمون
كريستوف سيمون هو كاتب سويسري، ولد في 6 أغسطس 1972 في Langnau im Emmental ‏ في سويسرا.